# Época de Oro del cine argentino
La Época de Oro o Edad de Oro del cine argentino, a veces conocida indistintamente como el más amplio período clásico o clásico-industrial, es una era en la historia del cine de Argentina que comenzó en los años 1930 y duró hasta los años 1940 o 1950, dependiendo de la definición, durante la cual la producción cinematográfica nacional pasó por un proceso de industrialización y estandarización que implicó el surgimiento de la producción en masa, el establecimiento del sistema de estudios, géneros y estrellas, y la adopción del modo de representación institucional (MRI) que fue principalmente —aunque no exclusivamente— difundido por Hollywood, convirtiéndose rápidamente en una de las industrias cinematográficas más populares en América Latina y el mundo hispanohablante.
El cine industrial argentino surgió en 1933 con la creación de sus primeros y más destacados estudios cinematográficos, Argentina Sono Film y Lumiton, que estrenaron ¡Tango! y Los tres berretines, respectivamente, dos películas fundacionales que inauguraron la era del cine sonoro. Aunque no fueron producciones nacionales, las películas de 1931-1935 realizadas por Paramount Pictures con el astro del tango Carlos Gardel influyeron decisivamente en el surgimiento y popularización del cine sonoro argentino. La naciente industria cinematográfica creció sostenidamente, acompañada por la aparición de otros estudios como SIDE, Estudios Río de la Plata, EFA, Pampa Film y Estudios San Miguel, entre otros, que desarrollaron una cadena continua de producción y distribución. El número de películas realizadas en el país se multiplicó por 25 entre 1932 y 1939, más que en cualquier otro país de habla hispana. En 1939, Argentina se consolidó como el primer productor mundial de películas en español, posición que mantuvo hasta 1942, año en que la producción cinematográfica alcanzó su punto máximo.
En el cine clásico argentino, los géneros cinematográficos se configuraron casi siempre como híbridos, con el melodrama emergiendo como el modo reinante del período. Su público inicial fueron las clases trabajadoras urbanas, por lo que sus contenidos estuvieron fuertemente enraizados en su cultura, destacándose el tango, los radioteatros y los géneros teatrales populares como el sainete o la revista porteña. Estas formas de cultura popular se convirtieron en las principales raíces de la industria cinematográfica, de la que provenían muchos de sus principales intérpretes, directores y guionistas. Gran parte de los temas que definieron al cine sonoro argentino en sus comienzos fueron heredados del período silente, entre ellos la oposición entre el campo y la ciudad, y el interés por representar el mundo del tango. Con el aumento de la prosperidad de la industria a fines de la década de 1930, los personajes burgueses pasaron de ser villanos a protagonistas, en un intento de atraer a las clases medias y sus aspiraciones. A partir de mediados de la década de 1940, el cine argentino adoptó un estilo «internacionalista» que minimizaba las referencias nacionales, incluyendo el desuso del dialecto local y un mayor interés en adaptar obras de la literatura universal.
A partir de 1943, como respuesta a la neutralidad argentina en el contexto de la Segunda Guerra Mundial, Estados Unidos impuso un boicot a la venta de material fílmico al país, lo que provocó que el cine mexicano desplazara a Argentina como líder del mercado en español. Durante la presidencia de Juan Perón (1946-1955), se adoptaron medidas proteccionistas, las cuales lograron revitalizar la producción cinematográfica argentina. Sin embargo, la fragilidad financiera de la industria llevó a su paralización una vez derrocado Perón en 1955 y finalizadas sus medidas de estímulo. Con el sistema de estudios entrando en su crisis definitiva, el período clásico llegó a su fin al tiempo que surgían nuevos criterios para producir y hacer cine, entre ellos la irrupción del modernismo y el cine de autor, así como un mayor protagonismo del cine independiente. La creación del Instituto Nacional de Cinematografía (INC) en 1957 y la labor innovadora de figuras como Leopoldo Torre Nilsson dieron lugar a una nueva ola de cineastas en la década de 1960, que se opusieron al cine «comercial» y experimentaron con nuevas técnicas cinematográficas.

## Historia

### 1933–1936: Origen y crecimiento de la industria

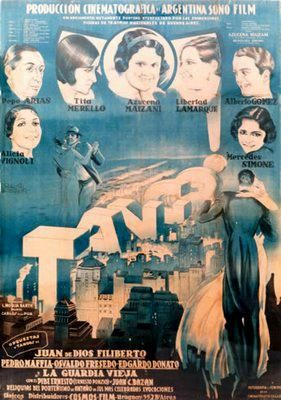
Afiche de ¡Tango! (1933) de Luis Moglia Barth.

El año 1933 marcó un parteaguas en la historia del cine argentino con el surgimiento de los primeros estudios de sonido óptico en América Latina: Argentina Sono Film y Lumiton. Estos estudios no solo introdujeron tecnología avanzada, sino que también sentaron las bases para la organización industrial del cine en el país. Sus primeras producciones, ¡Tango! (Argentina Sono Film) y Los tres berretines (Lumiton), fueron las primeras películas argentinas con sonido óptico y tuvieron un impacto significativo en el público local, confirmando la existencia de una demanda creciente por el cine nacional.
Argentina Sono Film fue fundada por Ángel Mentasti, un empresario visionario que, inspirado por el modelo de Hollywood, implementó la producción serial en la industria local. Su estrategia consistía en producir tres películas antes de estrenar la primera, asegurando un flujo constante de contenido. ¡Tango!, estrenada en abril de 1933, fue un éxito gracias a su elenco de figuras populares del teatro, el tango y la radio, como Luis Sandrini, Libertad Lamarque y Tita Merello. Aunque su segunda película, Dancing (1933), no tuvo gran repercusión, el éxito de la tercera, Riachuelo (1934), consolidó económicamente al estudio.

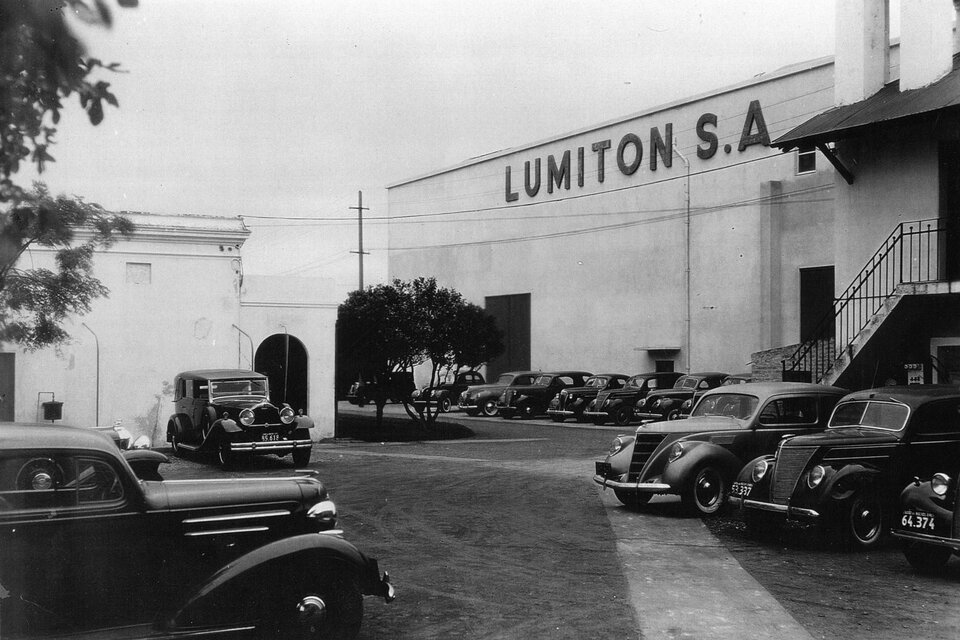
Vista de los estudios Lumiton en Munro, Gran Buenos Aires, c. años 1930.

Por otro lado, Lumiton fue creada por un grupo de empresarios adinerados—César José Guerrico, Enrique Telémaco Susini, Miguel Mugica y Luis Romero Carranza—que habían introducido la radio en Argentina en 1920.  Tras visitar Hollywood en 1931, decidieron traer la tecnología de sonido óptico al país. Construyeron un estudio en Munro, provincia de Buenos Aires, y comenzaron su producción con Los tres berretines, estrenada en mayo de 1933. Aunque ¡Tango! suele considerarse el primer gran éxito del cine clásico argentino, investigaciones más recientes indican que Los tres berretines tuvo un impacto aún mayor en la taquilla. Ambas películas consolidaron a Luis Sandrini como una estrella del cine cómico, gracias a su interpretación de un personaje torpe y tartamudo que ya había popularizado en el teatro.

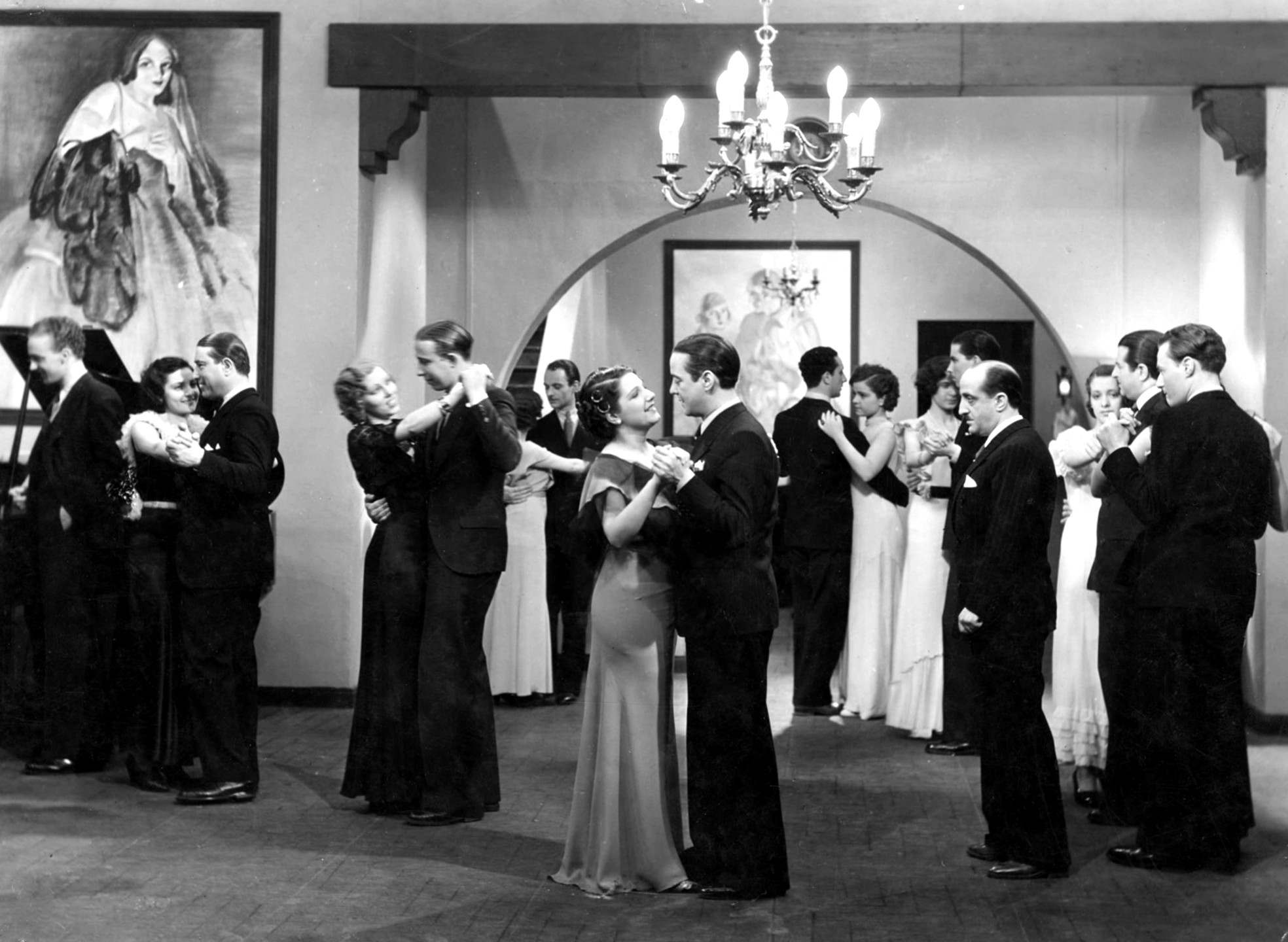
Escena de El alma del bandoneón (1935) de Mario Soffici.

El éxito de estas producciones impulsó la creación de nuevas compañías cinematográficas, como Río de la Plata, fundada por el músico Francisco Canaro en 1934, y Productora Argentina de Filmes (PAF), que apoyó el debut del director francés Daniel Tinayre. Además, directores como Manuel Romero, Mario Soffici, Luis Saslavsky y Alberto de Zavalía emergieron como figuras clave, abriendo nuevas perspectivas para el cine argentino. Romero, en particular, se convirtió en uno de los directores más prolíficos de la época, conocido por su rapidez en la producción y su asociación con Lumiton.
Aunque el cine argentino enfrentaba desafíos financieros y la abrumadora competencia de Hollywood, logró consolidarse gracias a su conexión con el teatro popular, especialmente el género del sainete, y su capacidad para ofrecer entretenimiento accesible en español. La industria también se benefició de la interacción entre el cine, la radio y la música, creando un star-system similar al de Hollywood pero adaptado al contexto local.
Según el historiador Octavio Getino, el rápido crecimiento del cine argentino se debió a varios factores: la experiencia industrial y técnica previa, la desconexión temporaria de Hollywood con el público hispanohablante, los temas y estilos populares que resonaban en otros países latinoamericanos, y la composición del público, formado principalmente por trabajadores urbanos y migrantes. A pesar de las dificultades, la industria cinematográfica argentina logró establecerse y crecer durante la década de 1930, sentando las bases para su desarrollo futuro.

### 1936–1942: Ascenso y dominio internacional

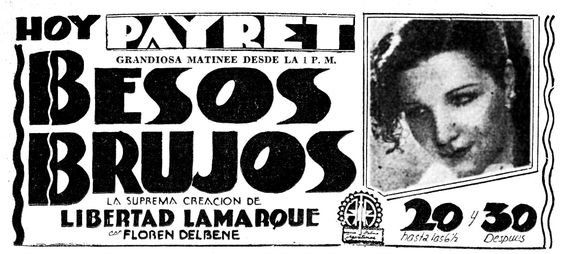
Anuncio del estreno de Besos brujos (1937) de José A. Ferreyra en La Habana, Cuba, publicada el 12 de octubre de 1937 en el Diario de la Marina.

El proceso de industrialización del cine argentino durante la década de 1930 estuvo acompañado por una estandarización en la producción, lo que se reflejó en un aumento significativo en el número de películas estrenadas. De 6 filmes en 1933, se pasó a 14 en 1935, 30 en 1937, 41 en 1938, y un promedio de 50 películas anuales en los siguientes cuatro años. Este crecimiento fue impulsado por la consolidación de estudios como Argentina Sono Film, Lumiton y SIDE, fundada por Alfredo Murúa a finales de 1935. SIDE destacó por producir una trilogía de películas de tango protagonizadas por Libertad Lamarque, dirigidas por José A. Ferreyra: Ayúdame a vivir (1936), Besos brujos (1937) y La ley que olvidaron (1938). Estas películas no solo fueron éxitos locales, sino que también conquistaron el mercado internacional de habla hispana, sentando las bases para que Argentina se consolidara como líder en la producción de cine en español hasta que México tomó la delantera a mediados de los años 1940.

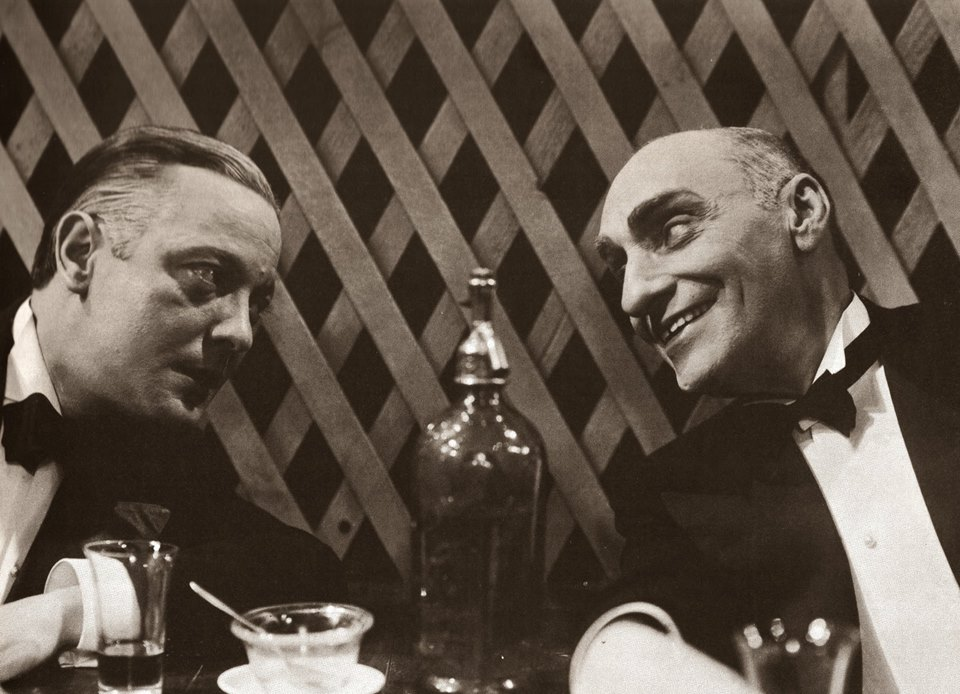
Santiago Arrieta y Florencio Parravicini en Los muchachos de antes no usaban gomina (1937) de Manuel Romero.

El éxito del cine argentino atrajo la atención de distribuidores y exhibidores, quienes comenzaron a involucrarse activamente en la producción. Adolfo Z. Wilson, un exitoso distribuidor de películas europeas, fundó Porteña Films en 1936, que luego se convirtió en Establecimientos Filmadores Argentinos (EFA) con la incorporación de Julio Joly y Clemente Lococo. EFA se destacó por ofrecer mayores salarios a las estrellas de la época y por producir películas de bajo costo y rápida realización, como las comedias protagonizadas por Niní Marshall bajo la dirección de Luis Bayón Herrera.
En 1937, el cine argentino experimentó una aceleración significativa, con directores como Mario Soffici, Luis Saslavsky, Manuel Romero y Luis César Amadori, quienes enriquecieron el panorama cinematográfico con películas que combinaban calidad artística y éxito comercial. Ese año se estrenaron 30 películas, con Argentina Sono Film, Lumiton y SIDE como las productoras más importantes. Además, se construyeron nuevos estudios, como los de Baires Film, aunque esta compañía tuvo dificultades financieras y pronto cesó su producción.
Argentina Sono Film continuó su crecimiento con la construcción de sus propios estudios en 1937 y la producción de ocho películas ese año. Directores como Arturo S. Mom y Luis Moglia Barth contribuyeron al éxito del estudio con filmes como Monte criollo (1935) y Amalia (1936). Moglia Barth también adaptó obras extranjeras, como La casa de Quirós (1938), marcando el inicio de una tendencia posterior en el cine argentino.

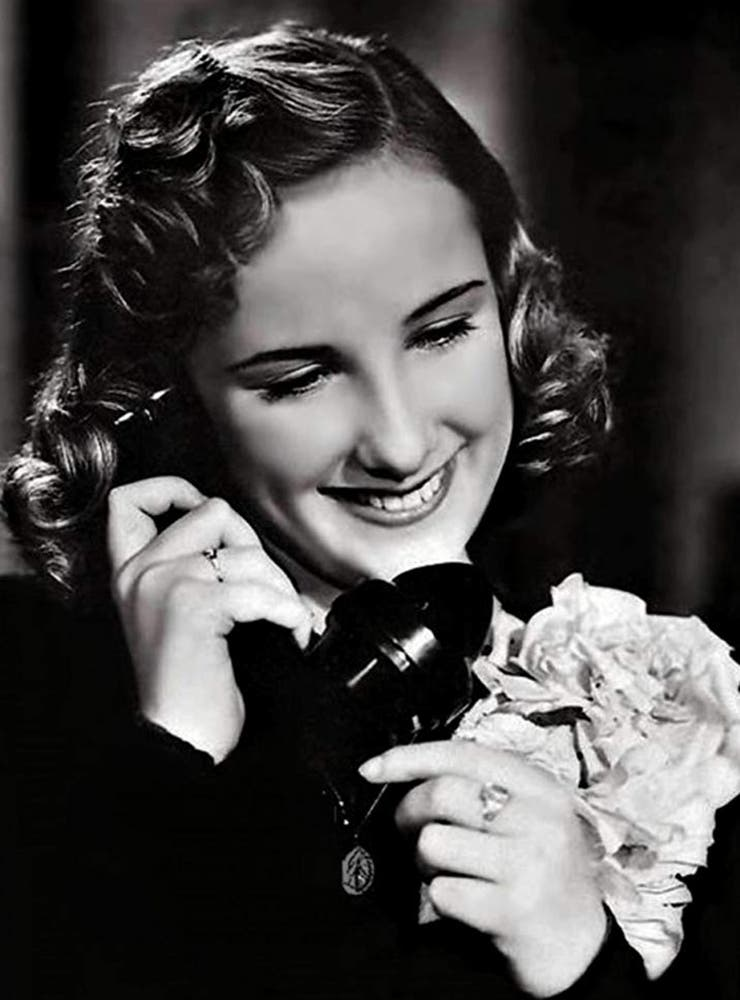
Mirtha Legrand en Los martes, orquídeas (1941) de Francisco Mugica.

En 1938, el cine argentino alcanzó nuevos récords de producción, con 16 nuevos directores debutando, muchos provenientes del teatro. Manuel Romero se consolidó como el director más prolífico de la época, con seis películas estrenadas entre 1937 y 1938, incluyendo títulos emblemáticos como Los muchachos de antes no usaban gomina, Tres anclados en París y La rubia del camino. EFA, aunque inicialmente no planeaba producir, lanzó su primera película, La vuelta al nido (1938), dirigida por Leopoldo Torres Ríos, que, aunque fue un fracaso comercial, fue revalorizada años después como precursora del cine moderno por su estilo íntimo y naturalista.
En 1939, Argentina se convirtió en el principal productor mundial de películas en español, con un récord de 50 largometrajes. Este año marcó el apogeo de la Época de Oro, con una industria consolidada, un mercado en expansión y un sistema de estrellas y géneros bien establecido. Películas como Así es la vida (1939) y Los martes, orquídeas (1941), ambas de Francisco Mugica, reflejaron la nueva prosperidad de la industri, con temáticas que apelaban a los gustos de la clase media, historias aspiracionales y ambientes sofisticados.
La década de 1940 continuó con avances técnicos, como la modernización de laboratorios y la introducción de nuevas tecnologías. En 1941, se fundó la Academia de Artes y Ciencias Cinematográficas de la Argentina, que otorgó sus primeros premios a Los martes, orquídeas como mejor película y a Luis Saslavsky como mejor director por Historia de una noche. Ese mismo año, se creó Artistas Argentinos Asociados (AAA), una productora que buscaba combinar calidad artística y éxito comercial. Su película La guerra gaucha (1942), dirigida por Lucas Demare, se convirtió en la más taquillera de la historia del cine argentino y representó la cúspide de la Época de Oro.
A pesar de estos éxitos, algunas productoras como Baires Film y Pampa Film enfrentaron dificultades financieras debido a producciones costosas y poco rentables. Sin embargo, el cine argentino continuó innovando, con directores como Carlos Hugo Christensen en Lumiton y Alberto de Zavalía en Argentina Sono Film, quienes introdujeron un enfoque más refinado y culto en el cine comercial.

### 1942–1955: Crisis e intervención estatal

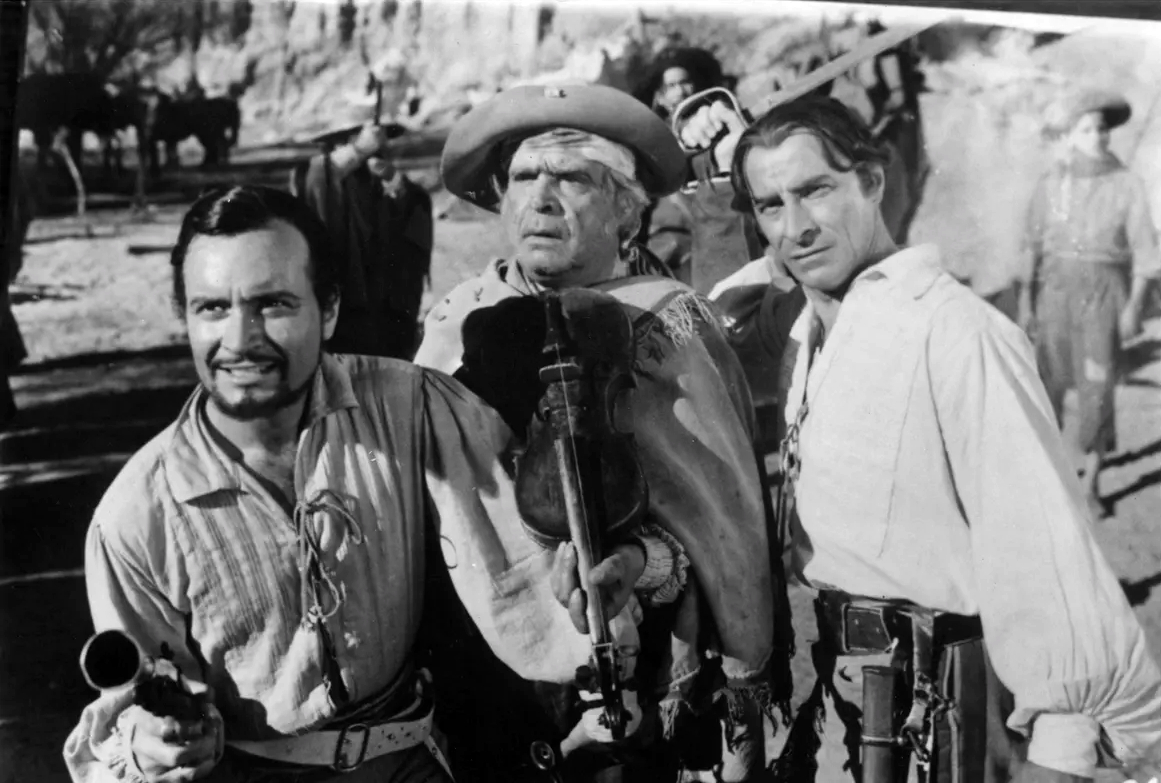
Enrique Muiño, Ángel Magaña y Sebastián Chiola en La guerra gaucha (1942) de Lucas Demare.

La industria cinematográfica argentina se vio profundamente afectada por la Segunda Guerra Mundial, que estalló en 1939. Aunque el conflicto trajo consigo la llegada de talentos europeos que huían de la guerra, como el músico George Andreani, el compositor Paul Misraki, el guionista Jacques Rémy y el director Pierre Chenal (quien tuvo éxito con películas como Todo un hombre en 1943), también generó una serie de desafíos económicos y políticos para el cine argentino. Algunas películas de la época hicieron referencias alusivas a la guerra, como Explosivo 008 (1940) del exiliado judío James Bauer y Ceniza al viento (1942) de Luis Saslavsky, pero el impacto más significativo fue en el ámbito comercial y logístico.
La política de neutralidad de Argentina durante la guerra, bajo el gobierno de Ramón Castillo, fue influenciada por tensiones comerciales con Estados Unidos, como los altos aranceles impuestos por la Ley Hawley-Smoot de 1930 y el apoyo estadounidense a Brasil mediante la Ley de Préstamo y Arriendo de 1941. Estas políticas alimentaron el sentimiento antiestadounidense en Argentina y llevaron a Estados Unidos a promover activamente la industria cinematográfica mexicana como contrapeso al cine argentino. A través de la Oficina del Coordinador de Asuntos Interamericanos (OCIAA), Estados Unidos proporcionó inversiones, préstamos, equipos y asistencia técnica a México, mientras restringía la exportación de celuloide a Argentina. Esto generó una escasez crítica de materia prima para los estudios argentinos, que se vieron obligados a recurrir al mercado negro, encareciendo los costos de producción.

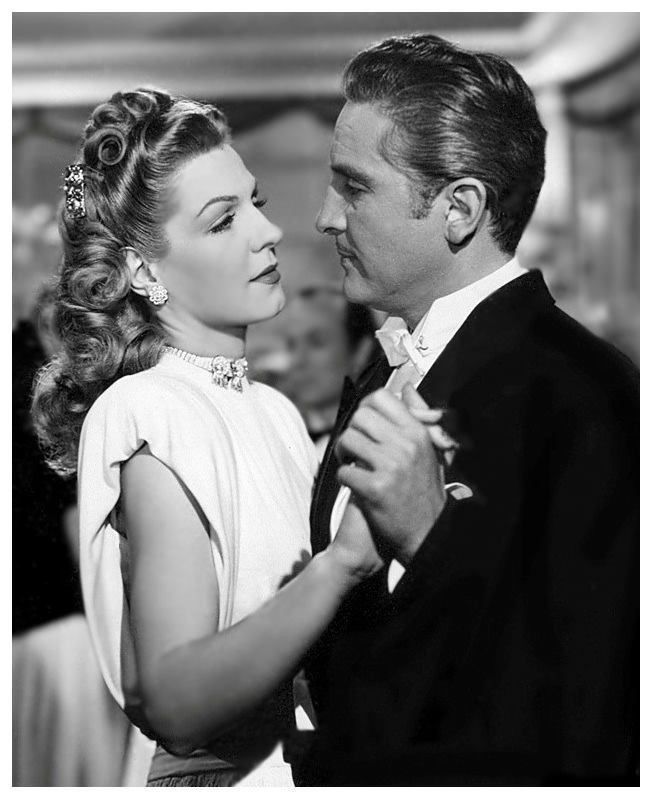
Zully Moreno y Arturo de Córdova en Dios se lo pague (1947) de Luis César Amadori.

Como resultado, la producción cinematográfica argentina cayó drásticamente, pasando de 56 películas en 1942 a solo 36 en 1943, mientras que México aumentó su producción de 49 a 67 películas en el mismo período. Para el final de la guerra, México había desplazado a Argentina como el principal productor de películas en español en América Latina. Este declive no se debió únicamente a la intervención estadounidense, sino también a problemas internos en la gestión comercial de la industria argentina. Los productores vendían sus películas a distribuidores a un precio fijo, lo que limitaba sus ganancias y beneficiaba principalmente a los exhibidores. Esta falta de planificación a largo plazo y la dependencia de un mercado libre sin apoyo estatal contrastaban con el modelo mexicano, que contaba con instituciones como el Banco Nacional Cinematográfico para financiar producciones.

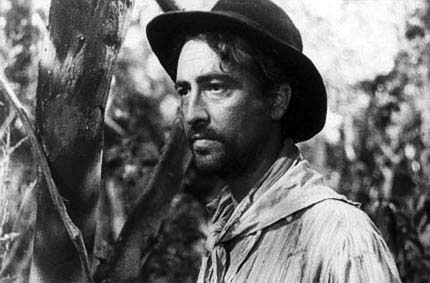
Hugo del Carril en Las aguas bajan turbias (1952).

La situación comenzó a cambiar tras el golpe militar de 1943, que derrocó a Castillo e instauró un gobierno nacionalista. Este nuevo régimen creó la Subsecretaría de Información y Prensa, que incluía una Dirección General de Espectáculos Públicos para regular el cine, el teatro y el control de contenidos. Aunque inicialmente se promovió la «libre expresión de ideas», el gobierno implementó mecanismos. Tras el final de la guerra, las restricciones estadounidenses sobre el celuloide continuaron, lo que llevó a los estudios argentinos a buscar apoyo estatal. En 1946, con la elección de Juan Domingo Perón como presidente, se implementaron medidas clave para revitalizar la industria, como un sistema de alquiler por porcentaje y cuotas que obligaban a los cines a proyectar un mínimo de películas argentinas (25% en cines de primera categoría y 40% en otros).
Además, el Banco de Crédito Industrial comenzó a ofrecer financiamiento a los productores, y se estableció un subsidio financiado por un pequeño recargo en el precio de las entradas. Estas políticas permitieron que la producción cinematográfica se recuperara, alcanzando 56 películas en 1950, el mismo nivel que en 1942.  Sin embargo, el sistema de subsidios también generó una tendencia a producir películas de bajo presupuesto, garantizadas en pantalla independientemente de su calidad. El gobierno peronista promovió una agenda nacionalista y moralizante en el cine, otorgando créditos preferenciales a películas de «interés nacional» y centralizando la distribución de celuloide para favorecer a productores específicos. A pesar de estas medidas, la industria cinematográfica argentina nunca recuperó su posición dominante en el mercado latinoamericano. Lumiton, el primer estudio de cine del país, fue una de las víctimas de la crisis y fue vendido en 1949.

### 1955–1962: Final y años posteriores

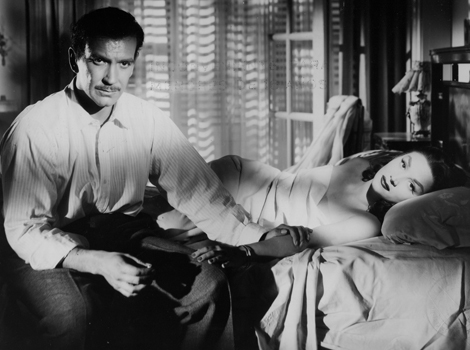
Carlos Cores y Julia Sandoval en Los tallos amargos (1956) de Fernando Ayala.

En 1955, el gobierno de Perón fue derrocado por un golpe de Estado conocido como la Revolución Libertadora, que instaló una dictadura militar. Este cambio político tuvo un impacto significativo en la industria cinematográfica argentina. Muchos artistas vinculados al peronismo, como Hugo del Carril, enfrentaron represalias, mientras que otros, como Luis César Amadori y Zully Moreno, se exiliaron. Al mismo tiempo, algunos exiliados durante el peronismo, como Francisco Petrone y María Rosa Gallo, regresaron al país. Sin embargo, figuras como Libertad Lamarque y Carlos Hugo Christensen permanecieron en el extranjero.
El nuevo gobierno militar eliminó los subsidios al cine, liberó la comercialización de película virgen y disolvió las políticas cinematográficas peronistas, sin ofrecer alternativas claras. Esto agravó los conflictos dentro del sector, donde surgieron divisiones entre productores y directores. Para 1956, las medidas económicas implementadas por la dictadura desencadenaron una crisis que la industria cinematográfica no pudo superar. Grandes productoras cerraron, vendieron sus estudios y gran parte de sus archivos fílmicos se dispersaron o perdieron. El historiador José Agustín Mahieu señaló que, tras la expiración del acuerdo de ayuda social y promoción cinematográfica en abril de 1956, los exhibidores se negaron a renovarlo, lo que llevó a un paro total en la producción de películas. Las únicas películas estrenadas ese año correspondían a producciones realizadas el año anterior.

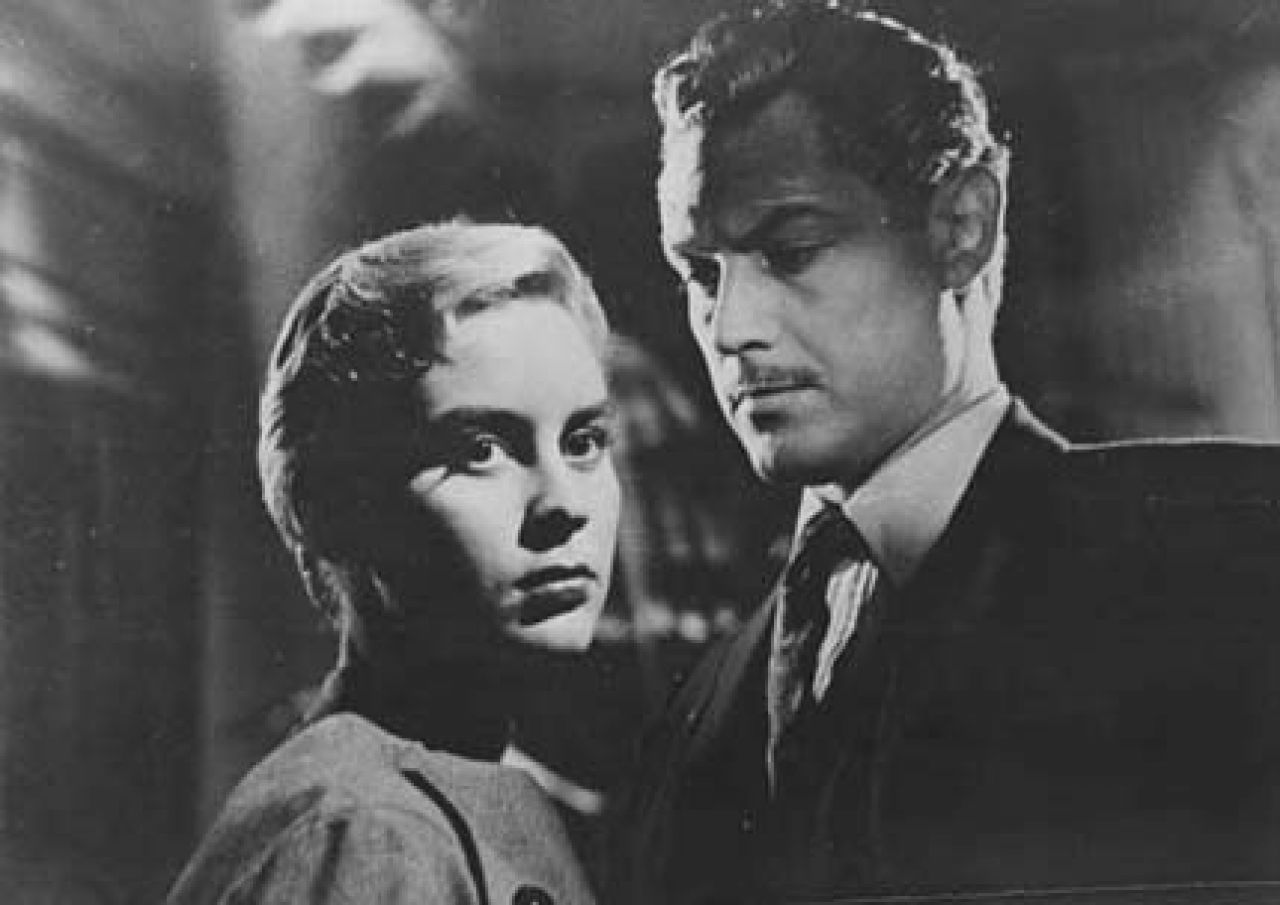
Elsa Daniel y Lautaro Murúa en La casa del ángel (1957) de Leopoldo Torre Nilsson.

Aunque el fin de la era industrial del cine argentino ya era previsible antes del golpe, la mayoría de los grandes estudios habían cerrado o detenido su producción, y los pocos que quedaban se mantenían a flote gracias al apoyo estatal. Durante este período, la producción cinematográfica se basó en proyectos aislados, donde se creaban compañías para hacer una o dos películas. Sin embargo, estas producciones no podían considerarse verdaderamente «independientes», ya que dependían del apoyo estatal y no representaban una alternativa real al modelo industrial.  En esencia, eran productos que imitaban la industria, pero carecían de una infraestructura industrial sólida.
El período entre 1957 y 1960 ha sido considerado por la historiografía del cine argentino como una etapa de transición entre el cine clásico y el moderno. Algunos críticos, como Mariano Calistro, han propuesto una periodización más amplia que abarca hasta 1968. Un punto de inflexión en este período fue el estreno de La casa del ángel (1957), dirigida por Leopoldo Torre Nilsson, que marcó el inicio de una nueva etapa en el cine argentino, con propuestas estilísticas y conceptuales diferentes. Ese mismo año, el gobierno promulgó el Decreto Ley 62/57, que estableció medidas para promover la cinematografía nacional como industria, arte y medio de difusión. Este decreto también creó el Instituto Nacional de Cinematografía, encargado de regular varios aspectos de la producción y exhibición cinematográfica.
Este nuevo contexto permitió el surgimiento de una nueva generación de cineastas a principios de los años 1960, conocida inicialmente como Nuevo Cine Argentino y luego como la Generación del '60. Este movimiento no fue unificado, pero incluyó a una serie de directores que debutaron alrededor de 1960 con películas que se oponían al cine comercial y experimentaban con técnicas cinematográficas no convencionales. Algunos de los nombres más destacados fueron Enrique Dawi con Río abajo (1960), Simón Feldman con El negoción (1959) y Los de la mesa diez (1960), David Kohon con Prisioneros de una noche (1962) y Tres veces Ana (1961), José Martínez Suárez con El crack (1960), Dino Minniti con Tiernas ilusiones (1961), René Mugica con El centroforward murió al amanecer (1961), y Lautaro Murúa con Shunko (1960) y Alias Gardelito (1961).